# De animalibus insectis libri septem

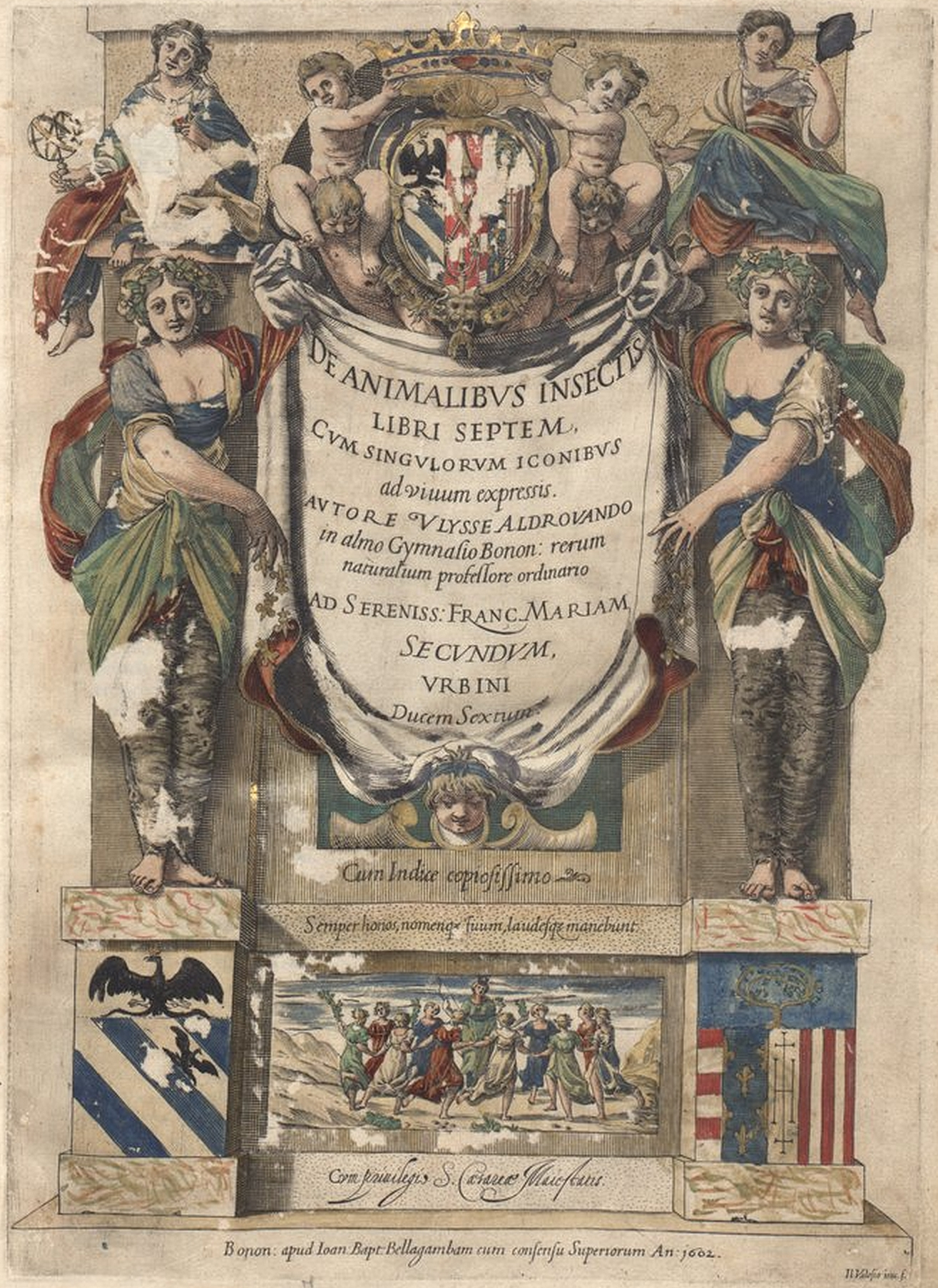
Kolorierter Frontispiz der Erstausgabe von 1602

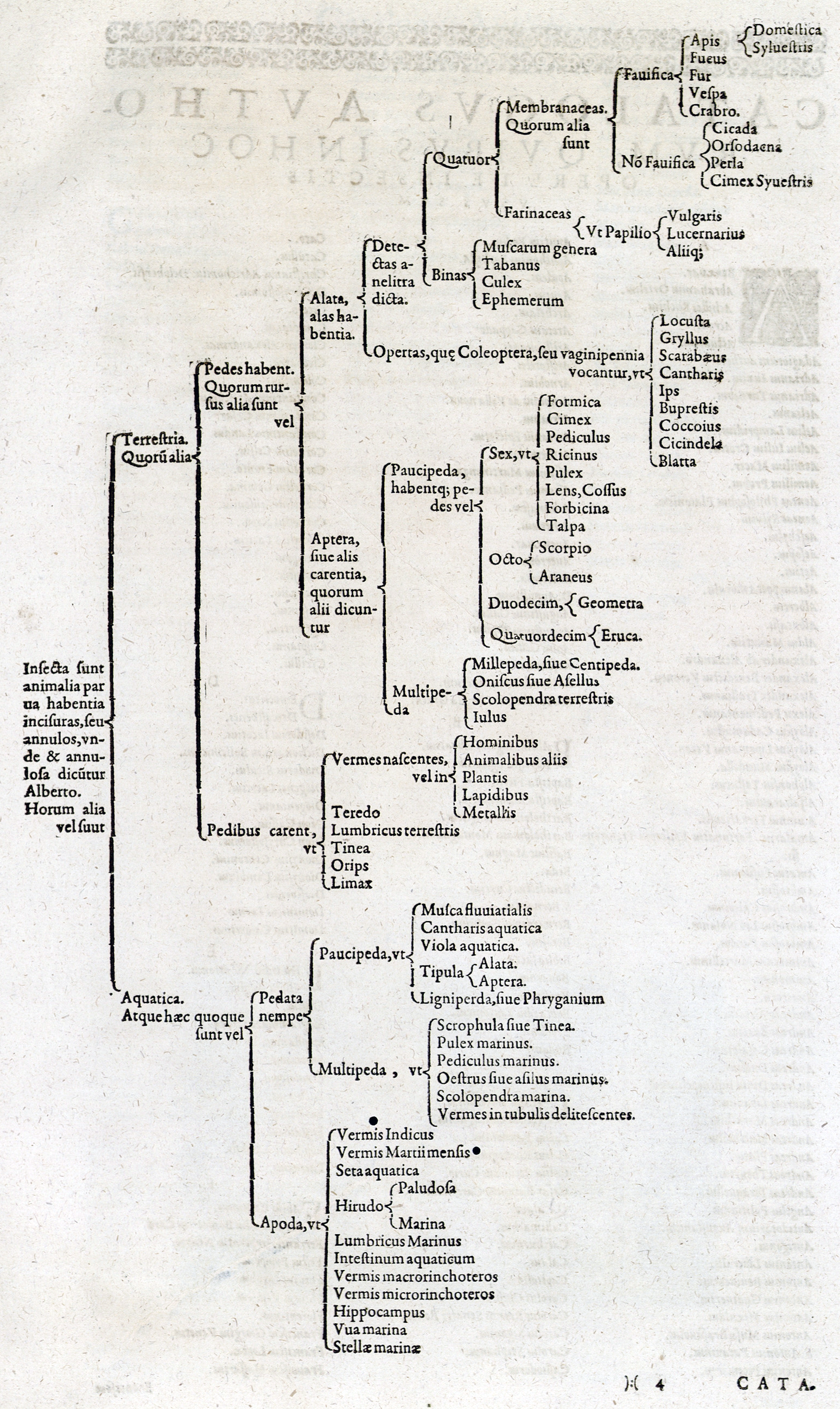
Aldrovandis Bestimmungsschlüssel für die „Insekten“

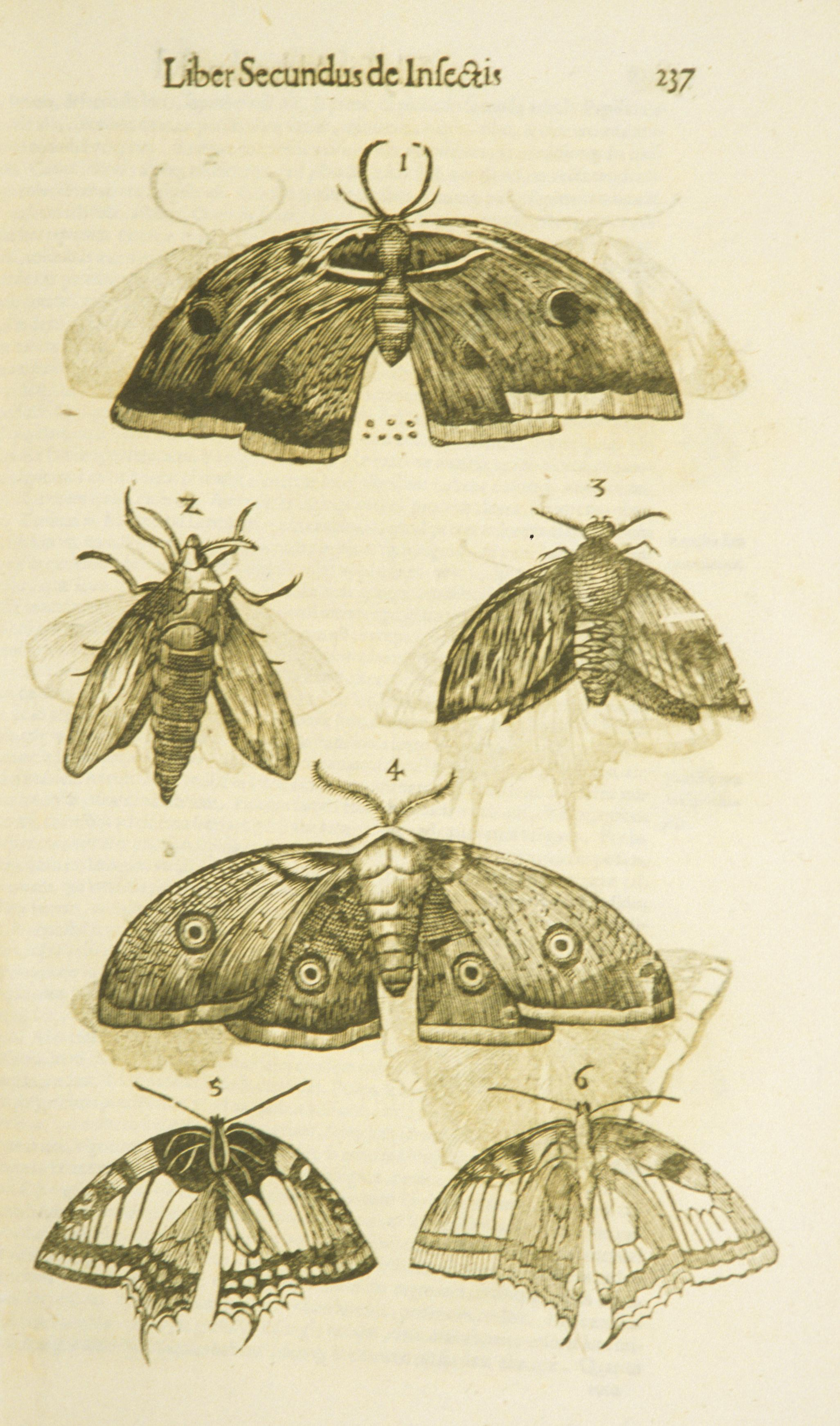
S. 237

De animalibus insectis libri septem ist ein 1602 in Bologna erschienenes entomologisches Werk von Ulisse Aldrovandi. Es ist die erste Publikation, die ausschließlich den Insekten – im damaligen Verständnis – gewidmet ist.

## Werk
De animalibus insectis libri septem, cum singulorum iconibus ad viuum expressis wurde von Giovanni Battista Bellagamba (tätig um 1596–1613) im Folio-Format gedruckt. Das Frontispiz stammt von Giovanni Luigi Valesio (1583–1650). Das Werk umfasst 767 paginierte Seiten, die mit zahlreichen Holzstichen illustriert sind. Es ist Francesco Maria II. della Rovere, Herzog von Urbino, gewidmet.
Aldrovandi klassifizierte die „Insekten“ anhand ihrer Lebensweise sowie ihrer Anatomie und teilte sie nach folgenden Merkmalen ein:
- nach der Lebensweise in Land- und Wasserlebewesen
- nach dem Vorhandensein und der Anzahl von Beinen
- nach dem Vorhandensein und der Art der Flügel

In De animalibus insectis libri septem lieferte Aldrovandi damit den ersten in der Literatur bekannten Bestimmungsschlüssel für „Insekten“.

### Inhalt
- Buch I: behandelt Bienen, Wespen und Hornissen
- Buch II: behandelt Schmetterlinge und Großlibellen
- Buch III: behandelt zweiflügelige Insekten, einschließlich Fliegen und Stechmücken
- Buch IV: behandelt Insekten mit mehr als zwei Flügeln: Grashüpfer, Grillen, Käfer, Gottesanbeterinnen
- Buch V: behandelt flügellose Insekten mit Beinen: Ameisen, Wanzen, Ohrwürmer, das Silberfischchen, die Europäische Maulwurfsgrille und Engerlinge, aber auch Spinnen, Skorpione, Hundertfüßer und Doppelfüßer
- Buch VI: behandelt „Würmer“ (flügellose Insekten ohne Beine), darunter Bandwürmer und Spulwürmer, Insektenlarven, Regenwürmer und Nacktschnecken
- Buch VII: behandelt Wasserinsekten, einschließlich Meereswürmer und Seesterne

### Gliederung
- Serenissimo principi Francisco Mariae secundo Urbini duci sexto
- Ad Lectorem
- Catalogus authorum
- Prooemium (Vorwort)
- Liber Primus: De Favificis (7 Kapitel)
- Liber Secundus: De Caeteris Anelytris quadripennibus (13 Kapitel)
- Liber Tertius: De Anelytris bipennibus (5 Kapitel)
- Liber Quartus: De Coleopteris sive vaginipennibus (9 Kapitel)
- Liber Quintus: De Insectis apteris pedatis (15 Kapitel)
- Liber Sextus: De Vermibus (10 Kapitel)
- Liber Septimus: De Aquaticis (18 Kapitel)
- Paralipomena (Nachtrag)
- Index sive enumeratio insectorum
- Index in superiores libros de insectis

### Ausgaben

„Bologneser Ausgabe“
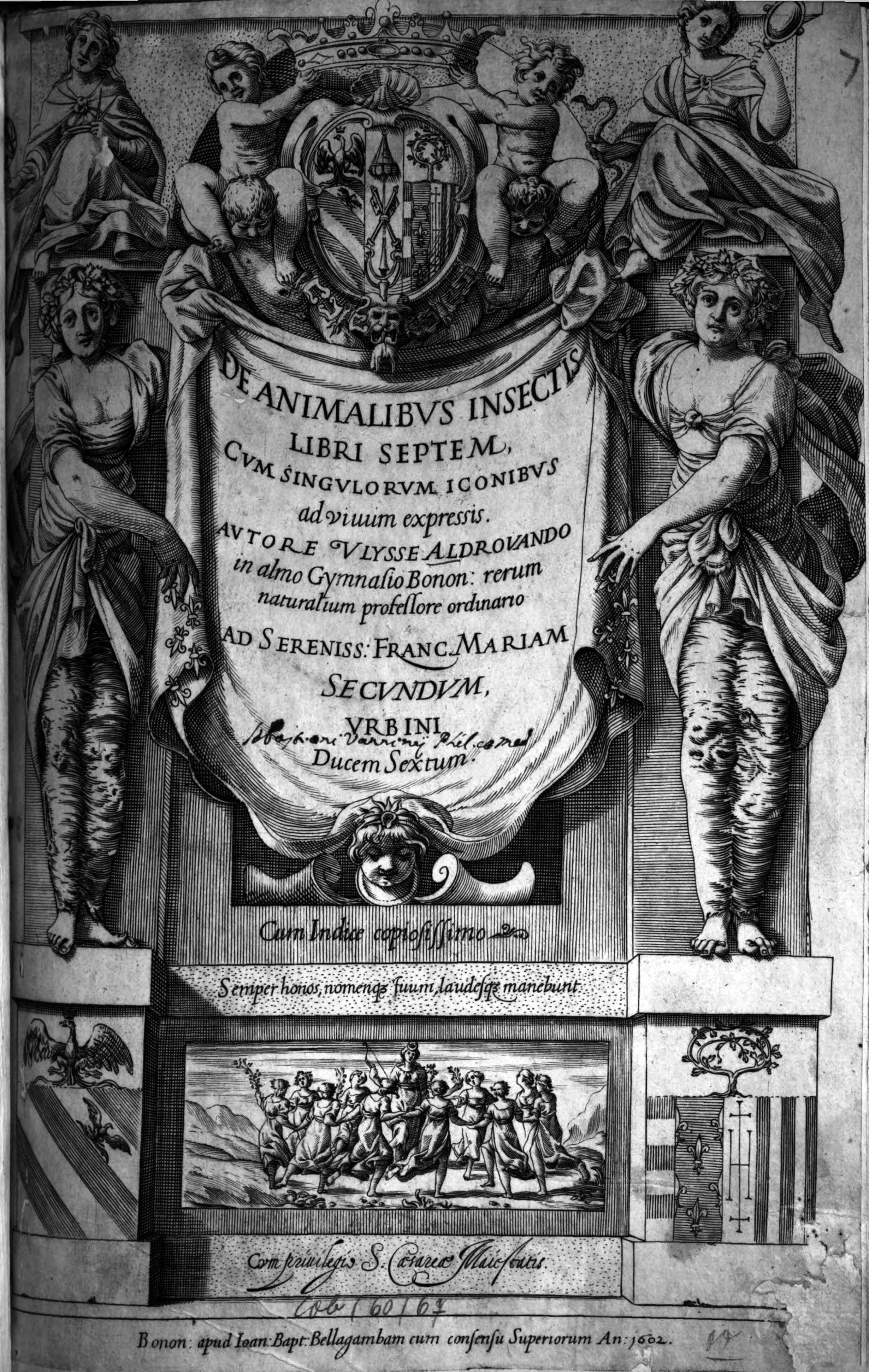
Frontispiz der Ausgabe von 1602
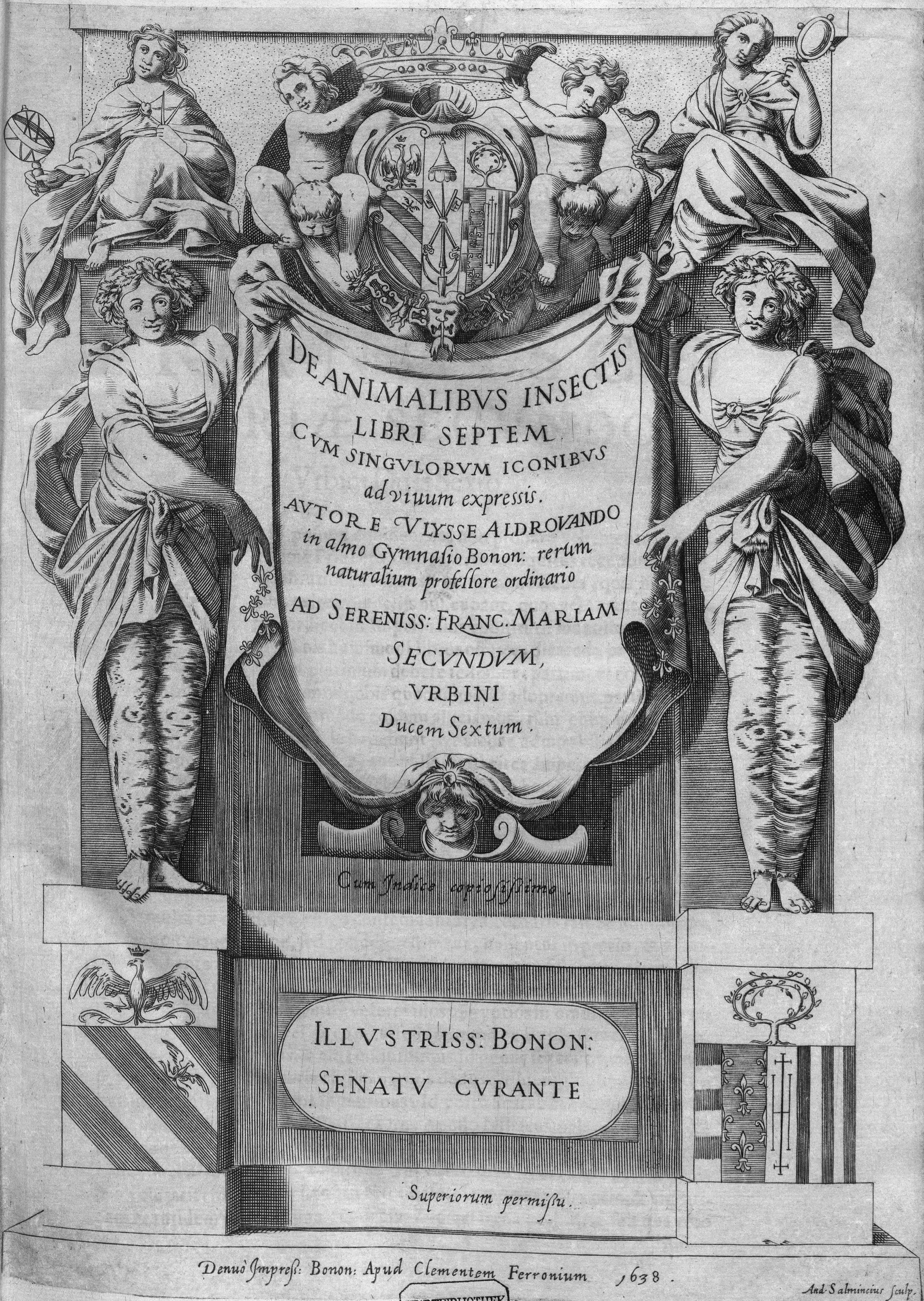
Frontispiz der Ausgabe von 1638

Nach der Erstausgabe von 1602 erschien 1638 bei Clemente Ferroni (tätig 1620–1642) eine neue Ausgabe mit einem geänderten Frontispiz, der von Andrea Salmincio (tätig 1626–1664) stammt.

„Frankfurter Piratenausgabe“
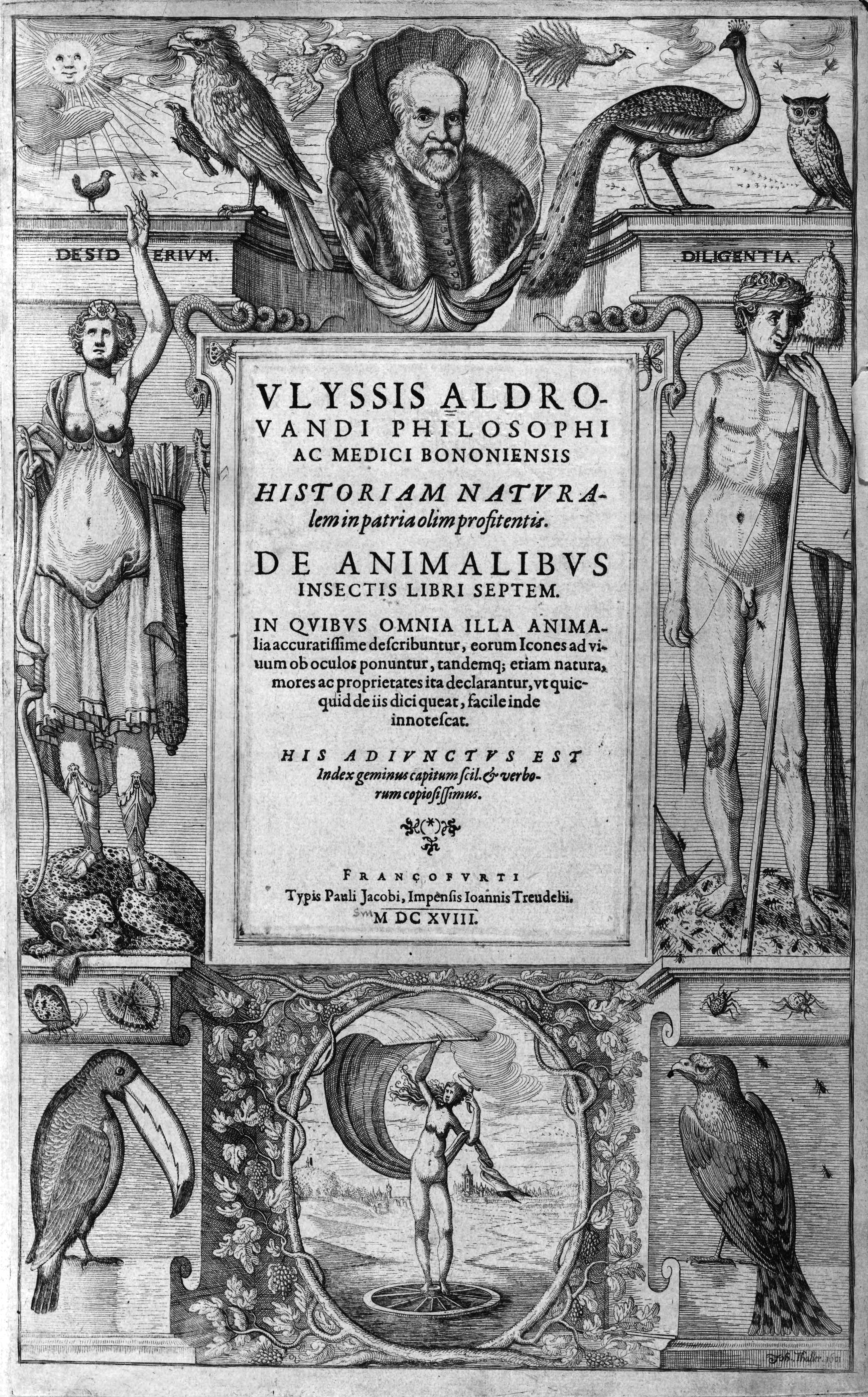
Frontispiz der Ausgabe von 1618
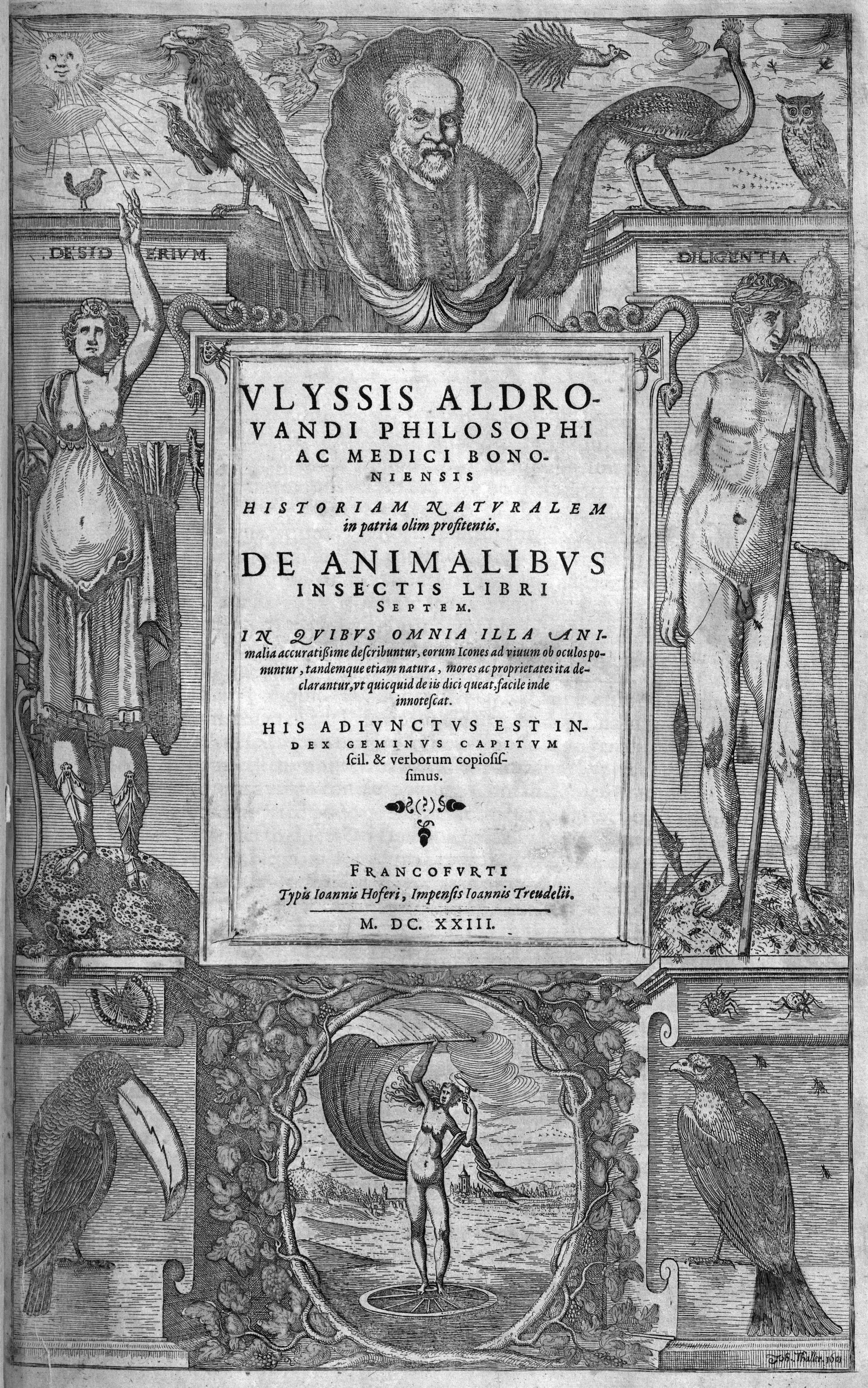
Frontispiz der Ausgabe von 1623

Eine auf Kosten des Buchhändlers Johann Treudel, Schwiegersohn des Druckers, Verlegers und Buchhändlers Nikolaus Basse († 1599), gedruckter Raubdruck wurde in Frankfurt am Main verlegt.
Gegenüber der Bologneser Ausgabe wurde der Schriftgrad halbiert und der Satz erfolgte zweispaltig. Außerdem wurden die Illustrationen auf Bildtafeln zusammengefasst. Damit schrumpfte der Umfang der Werkes auf 299 paginierte Seiten. Das von Johann Bassée (tätig 1552–1598) und Johann Traudt (tätig 1503–1640) stammende Frontispiz zeigt Vögel und Insekten. Das Design stimmt mit dem 1610 von Wolfgang Richter (tätig 1596–1626) in Frankfurt am Main gedruckten ersten Band von Aldrovandis Ornithologiae (1599) überein und wurde auch für spätere Raubdrucke seiner Werke verwendet.
Die erste Frankfurter Ausgabe wurde 1618 von Paul Jacobi (tätig 1614–1629) gedruckt. Eine zweite folgte 1623 durch Johann Hofer († 1625).

### Illustrationen

„Frankfurter Piratenausgabe“
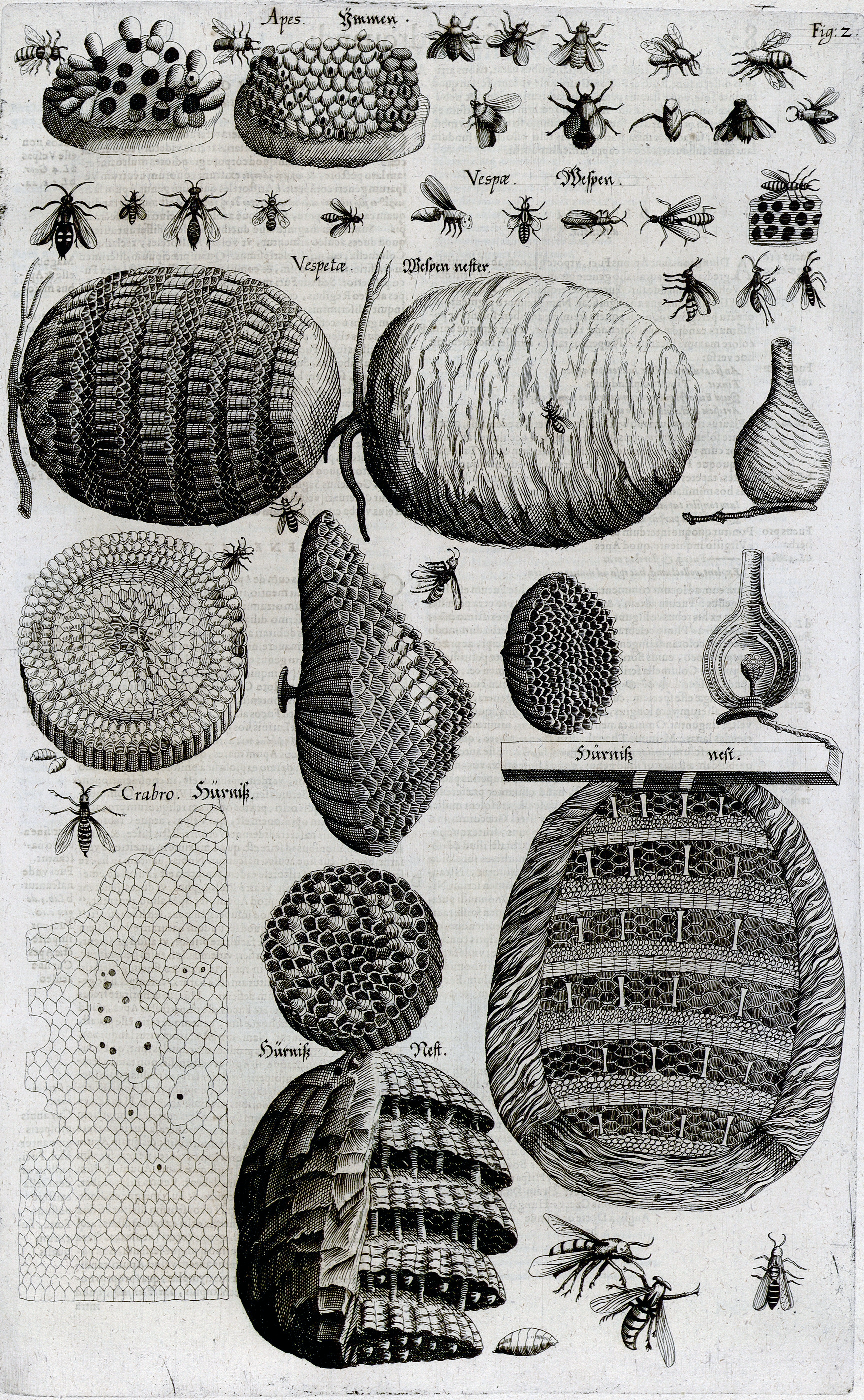
Abb. 2
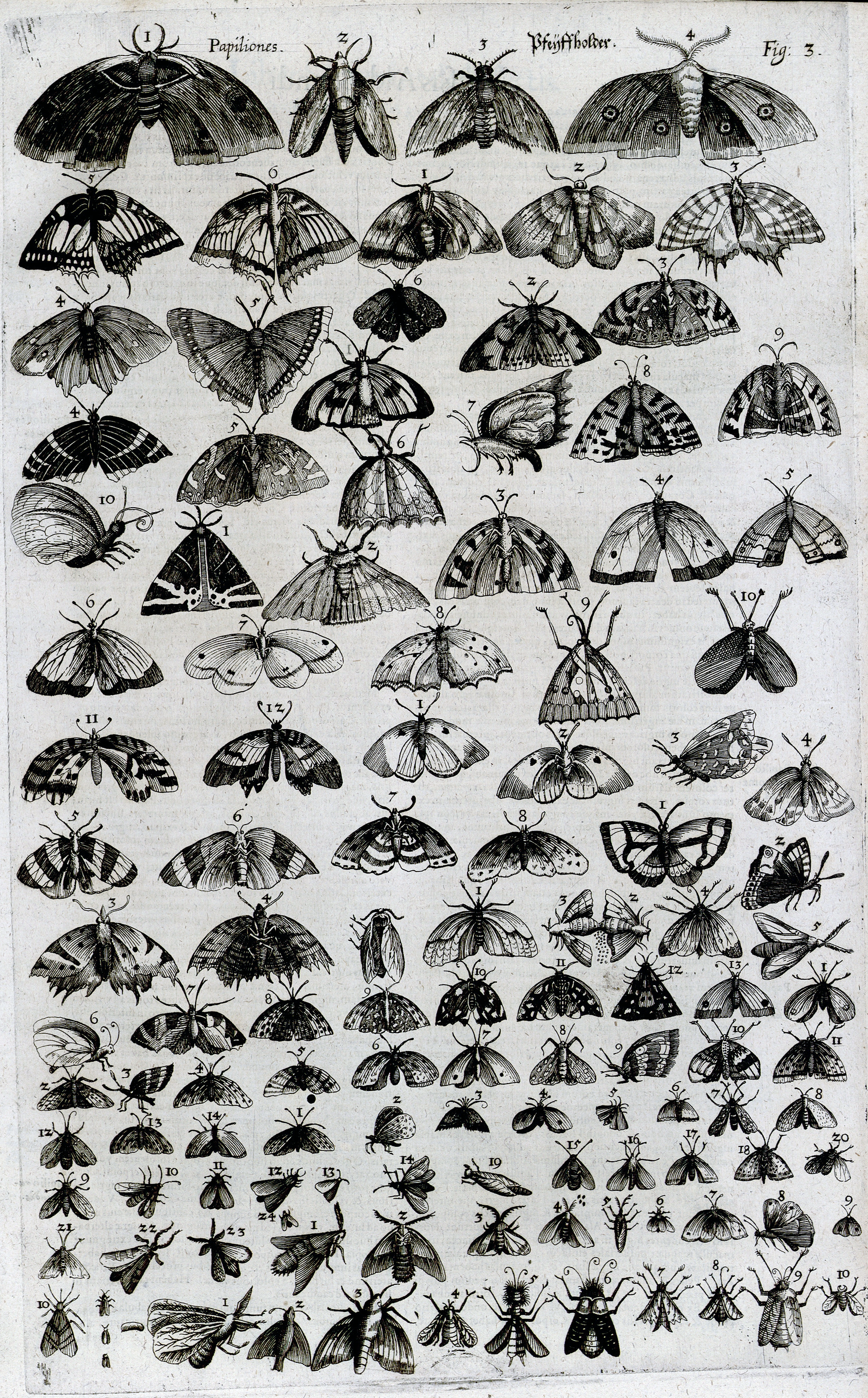
Abb. 3
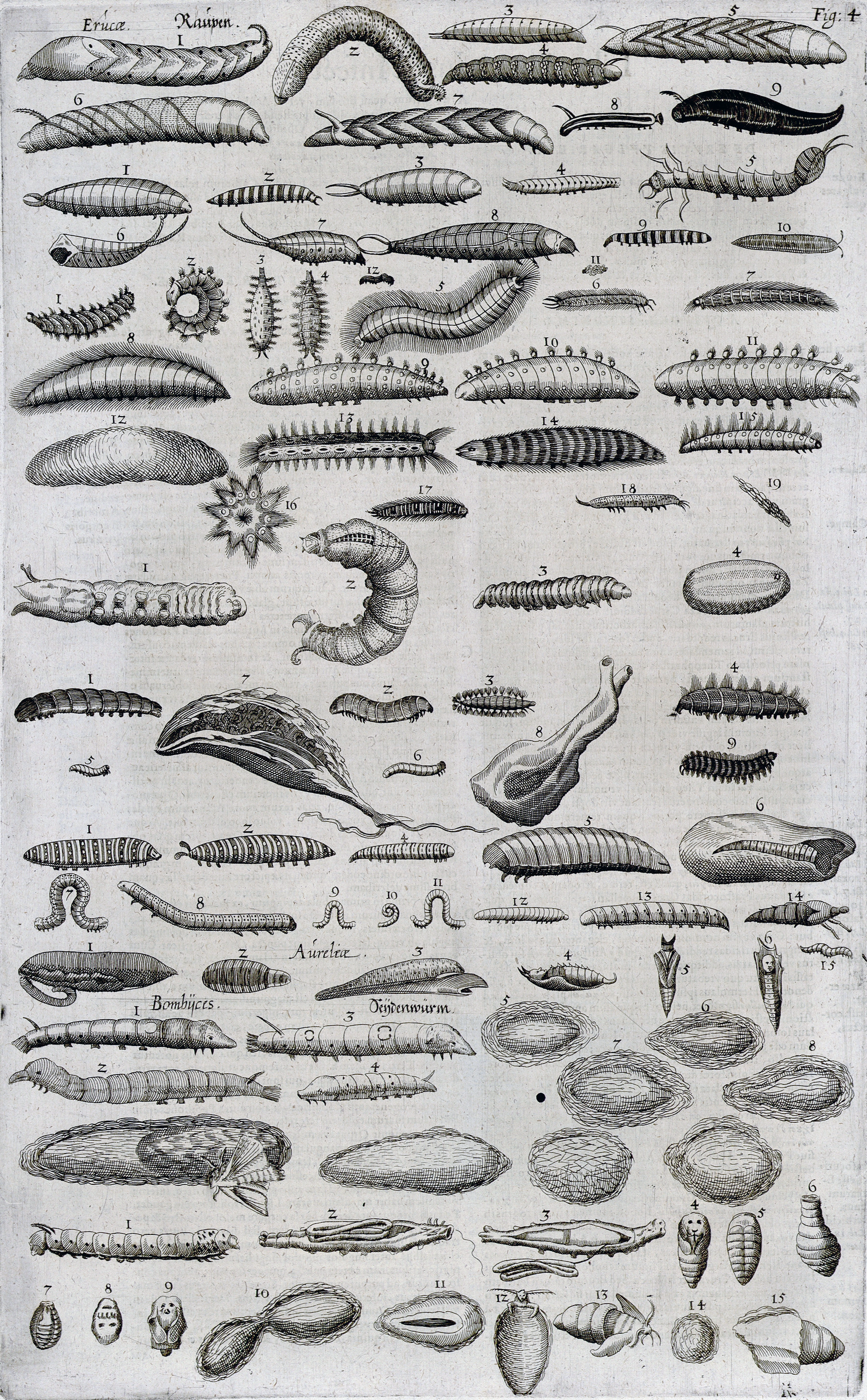
Abb. 4
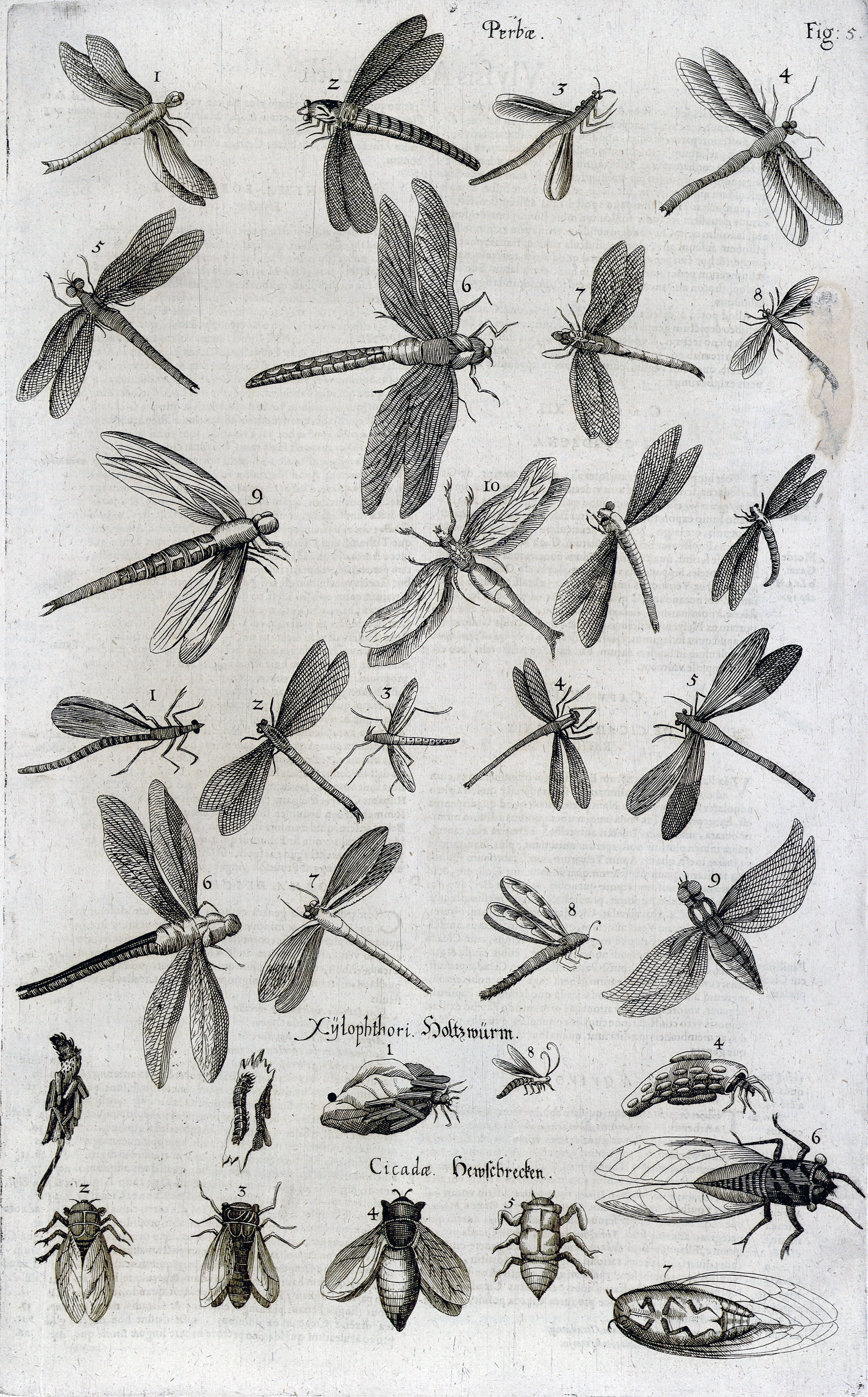
Abb. 5
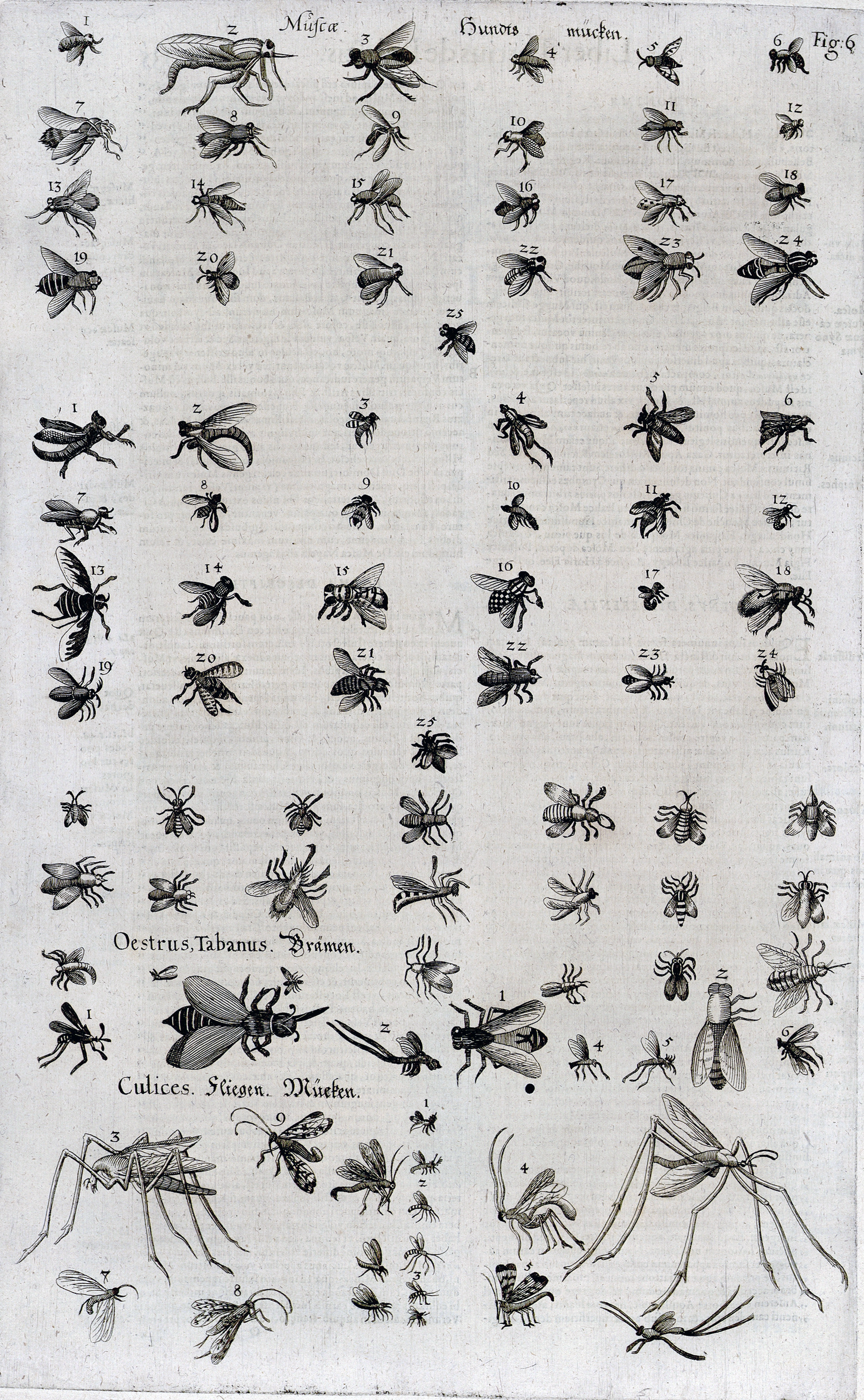
Abb. 6
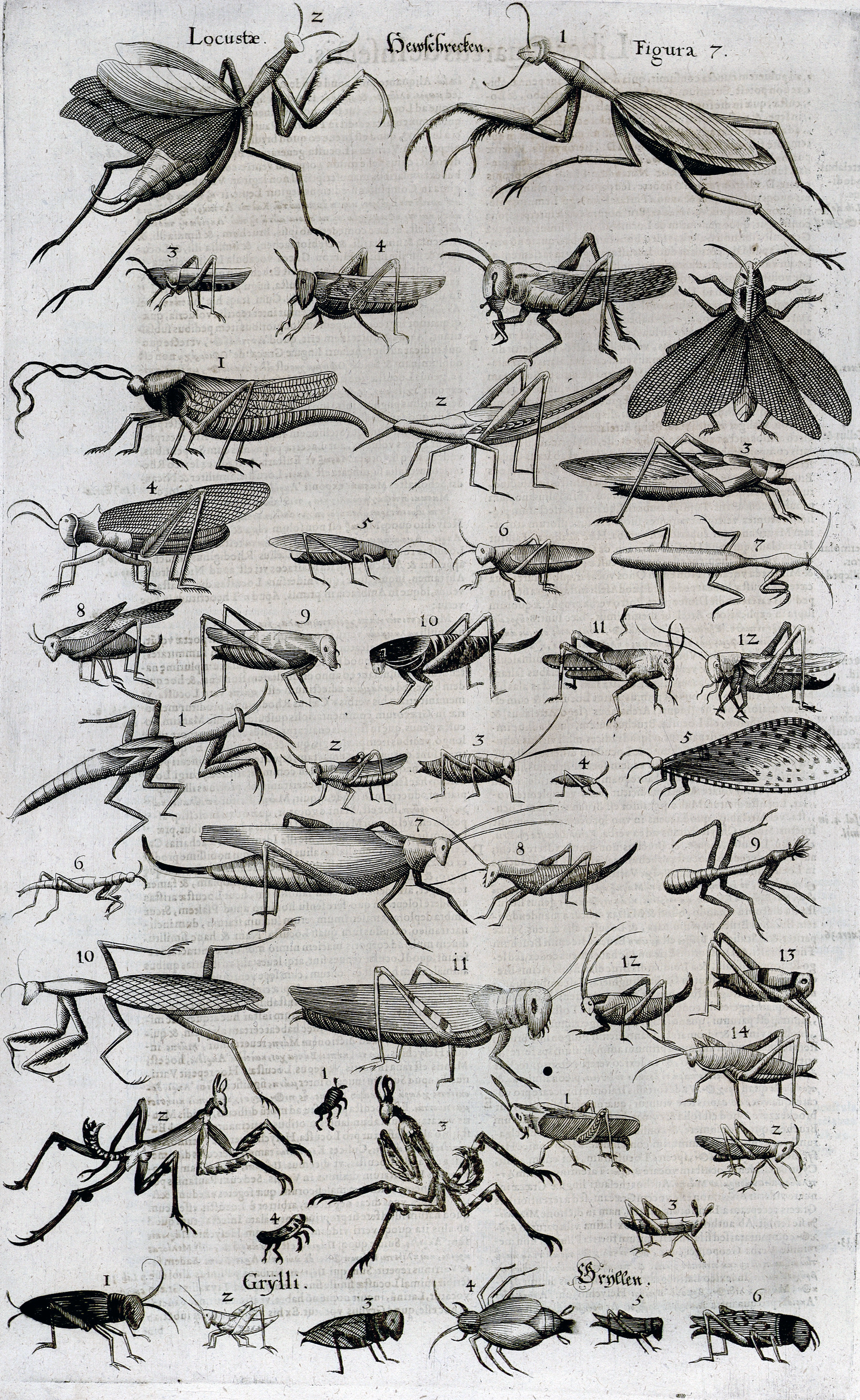
Abb. 7
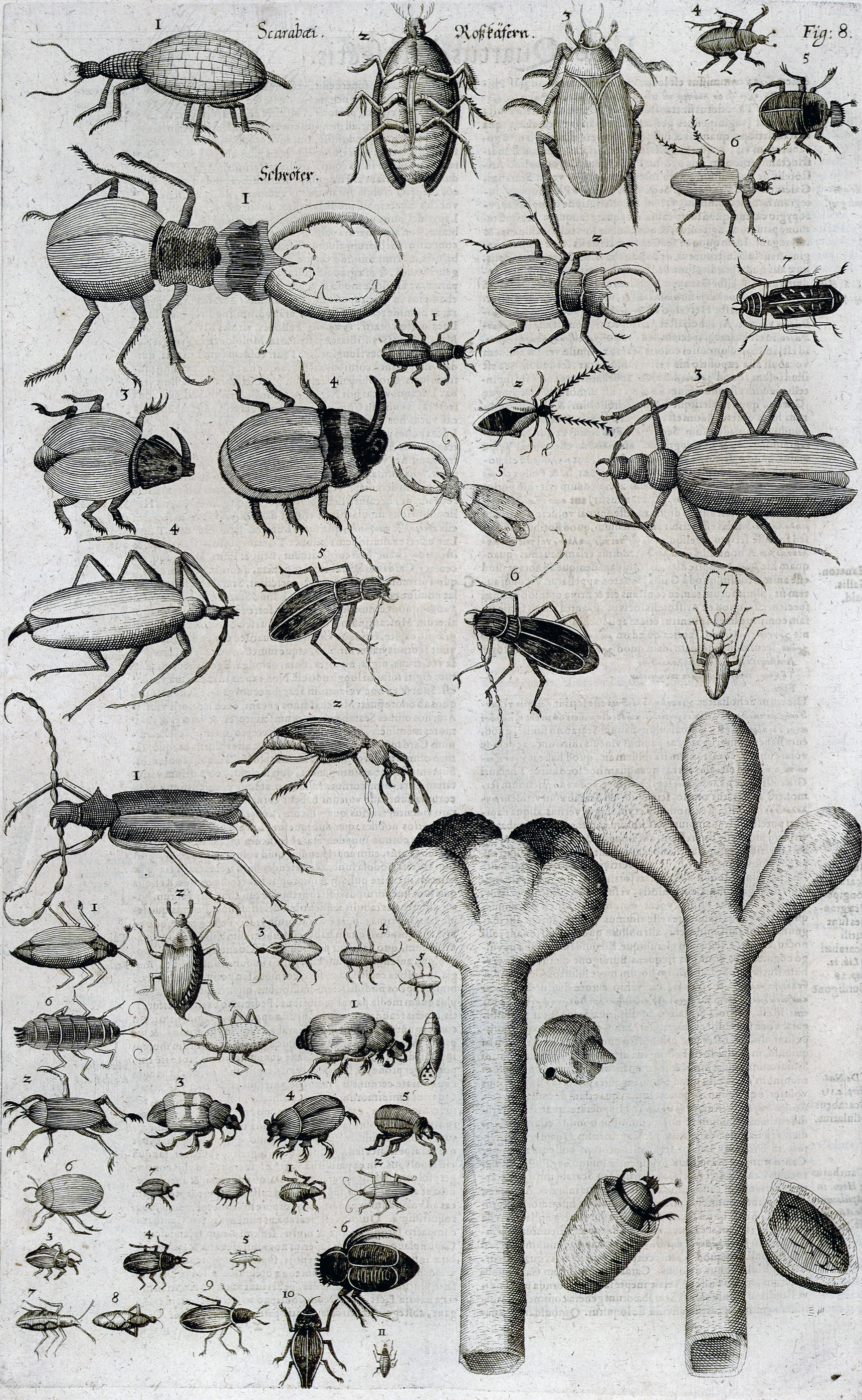
Abb. 8
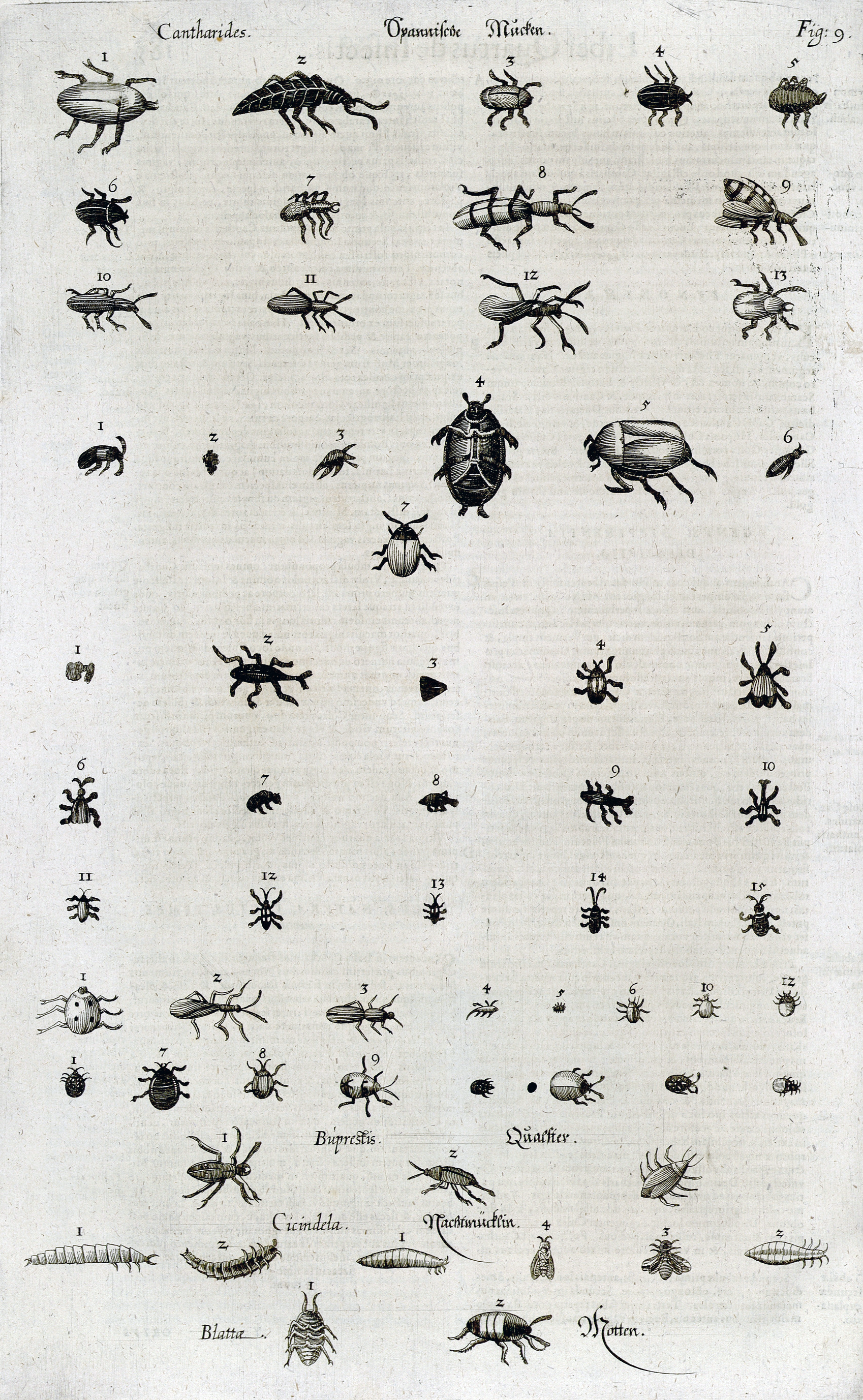
Abb. 9
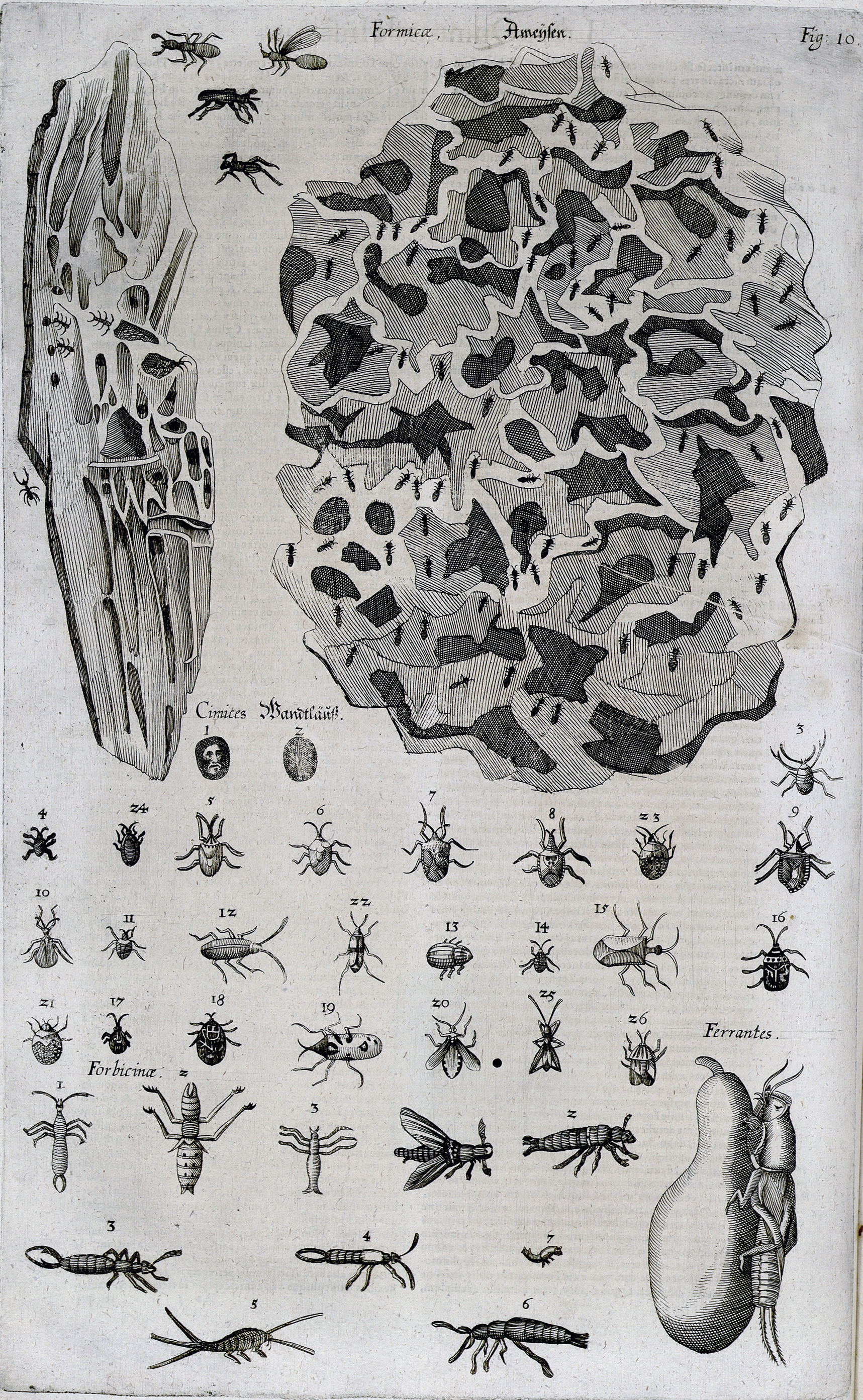
Abb. 10
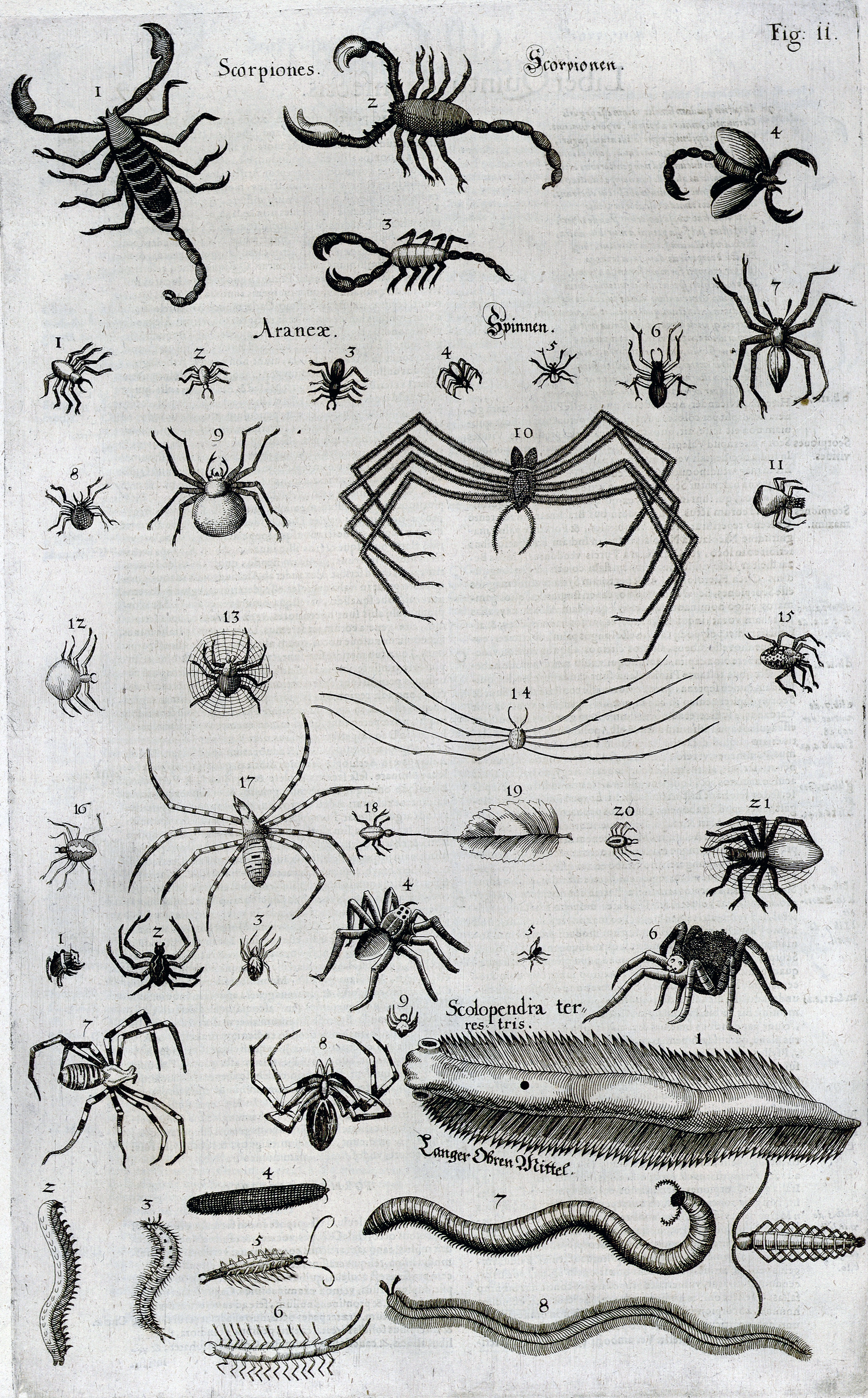
Abb. 11
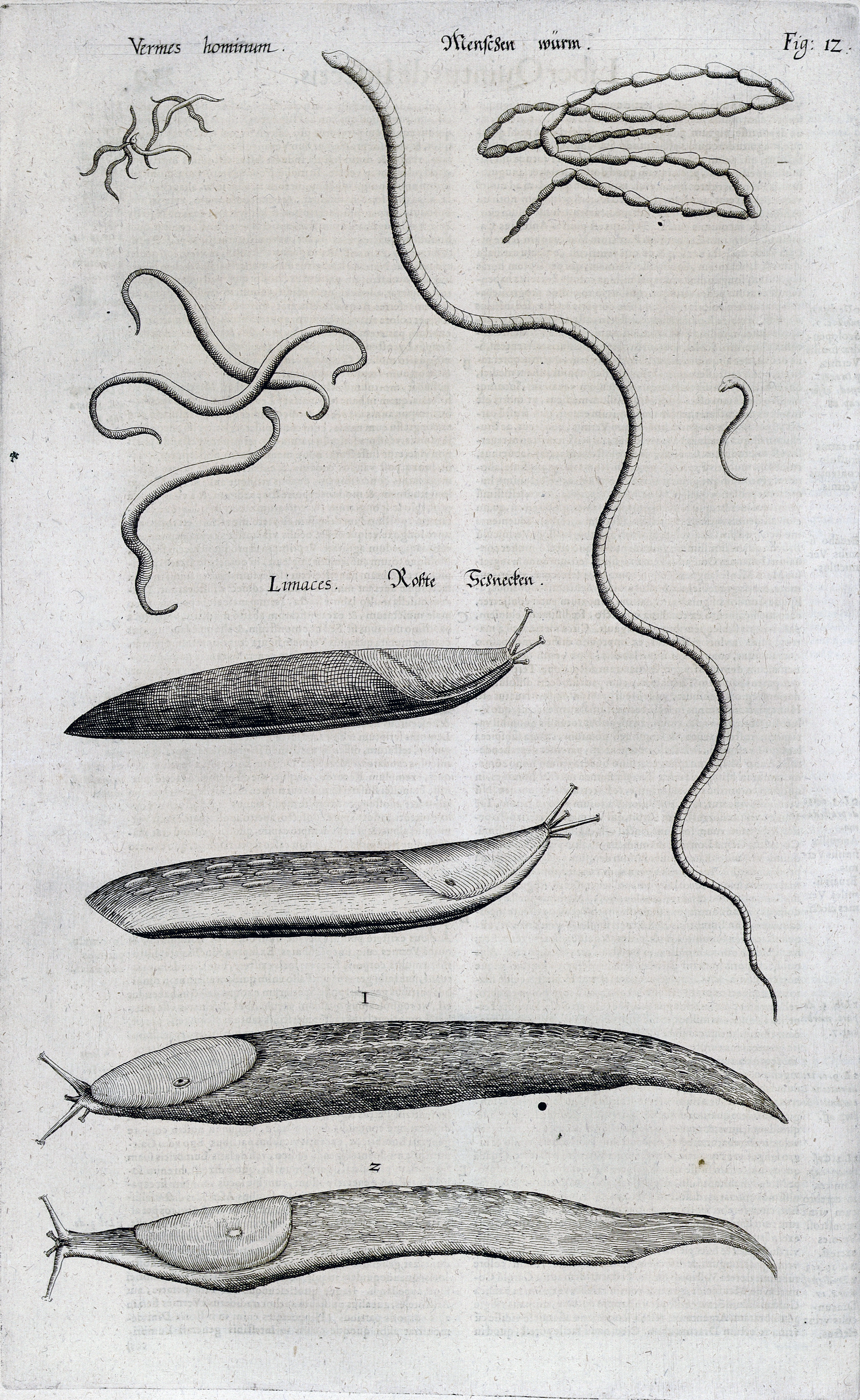
Abb. 12
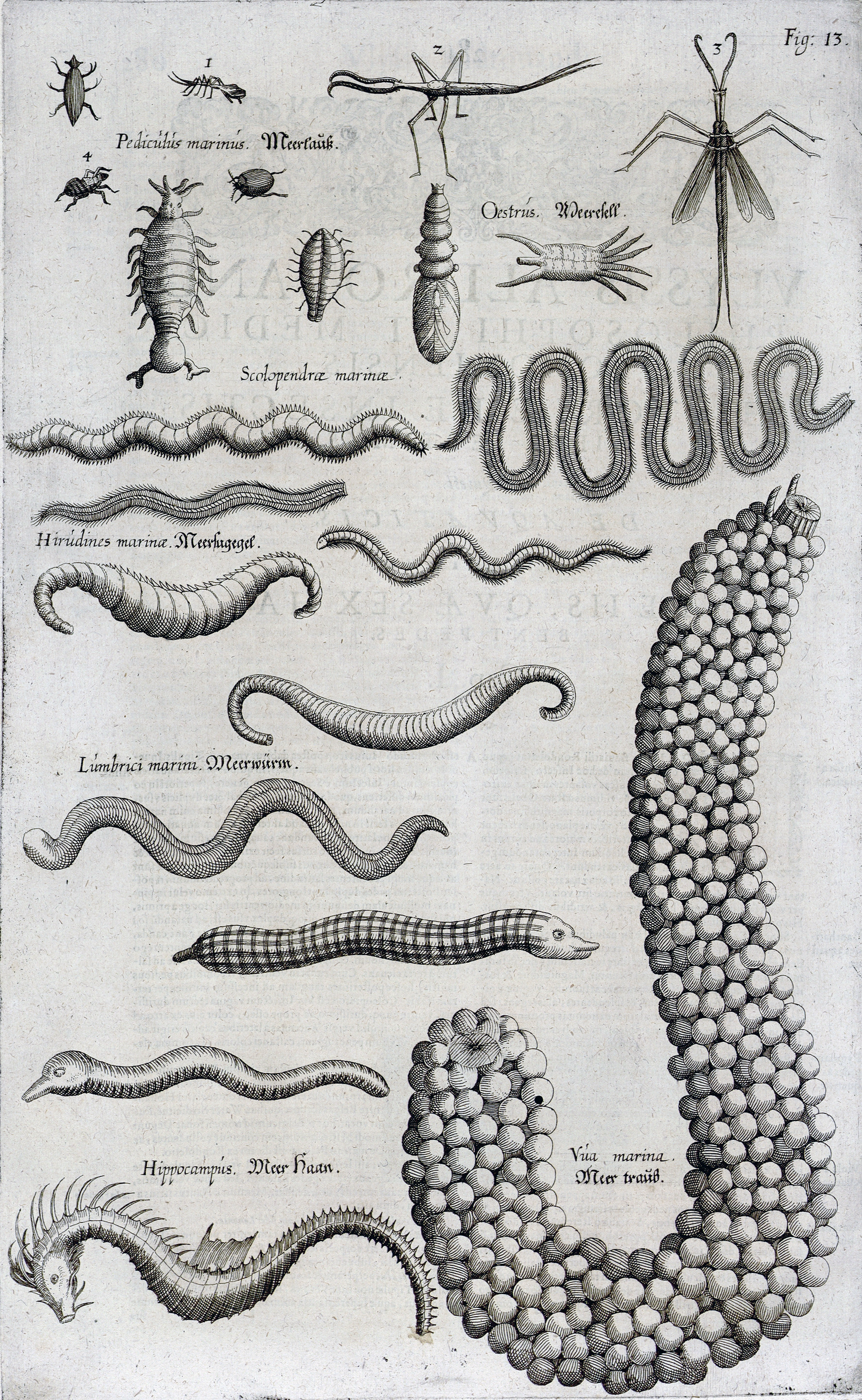
Abb. 13
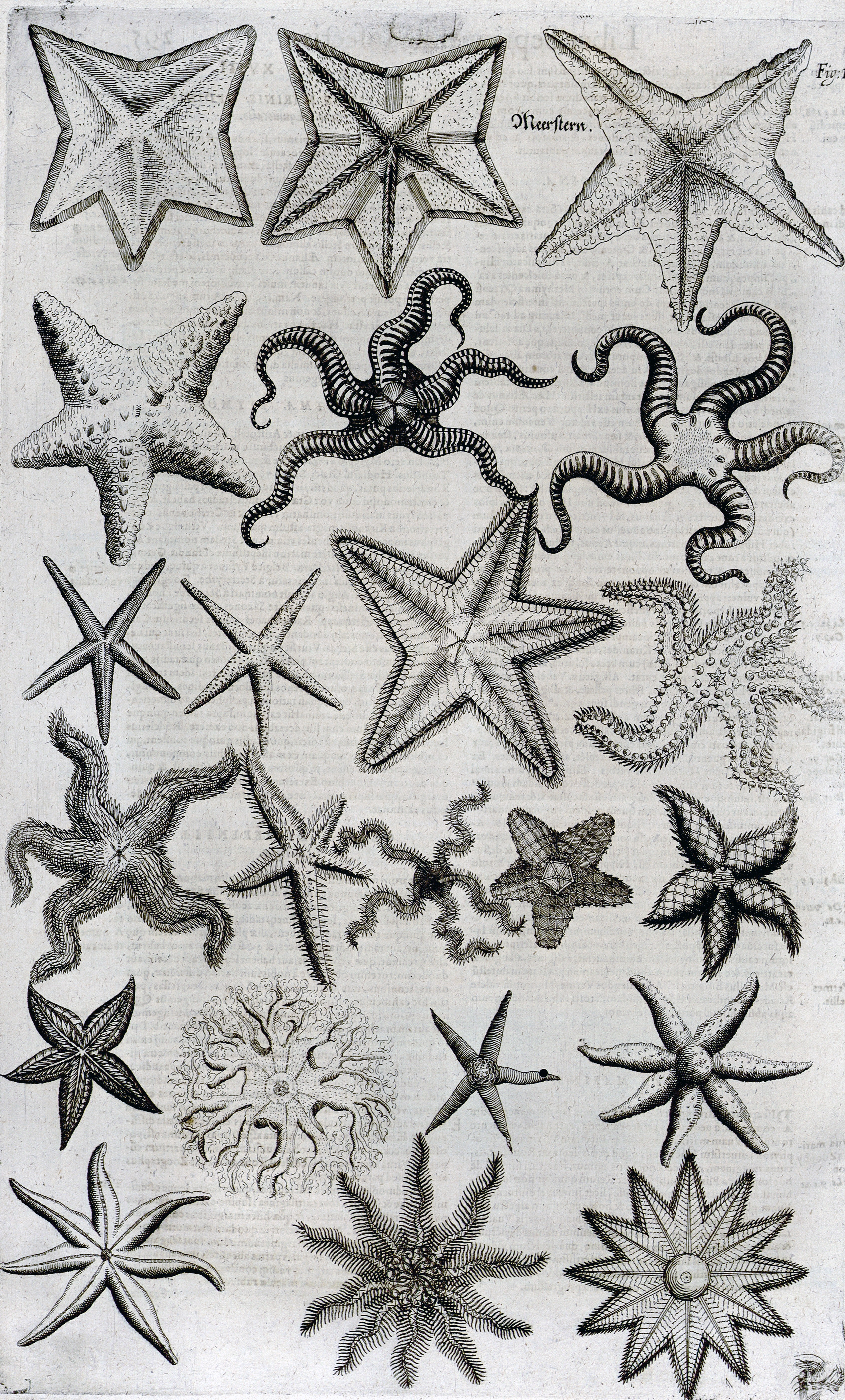
Abb. 14
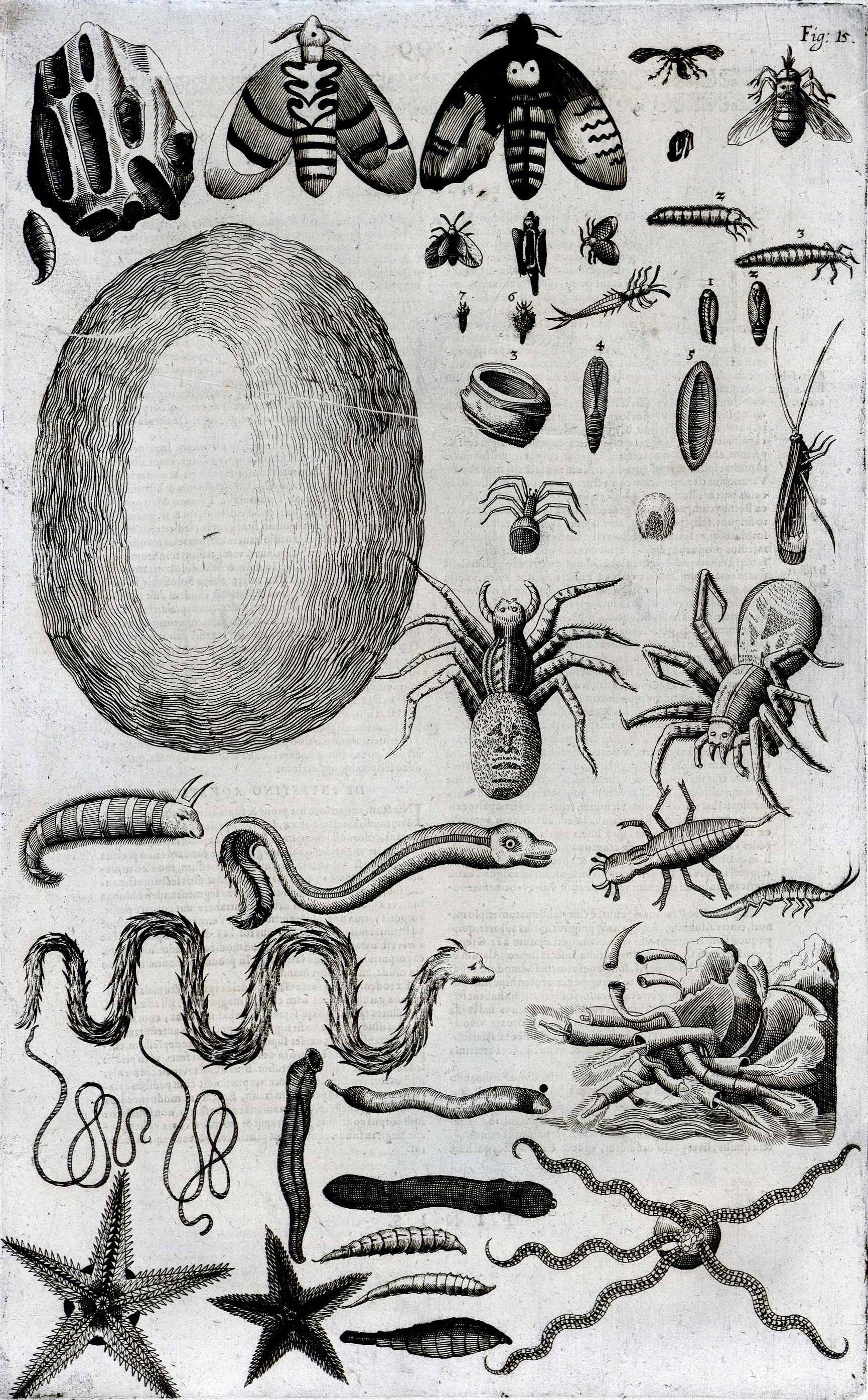
Abb. 15